# バロックダンス

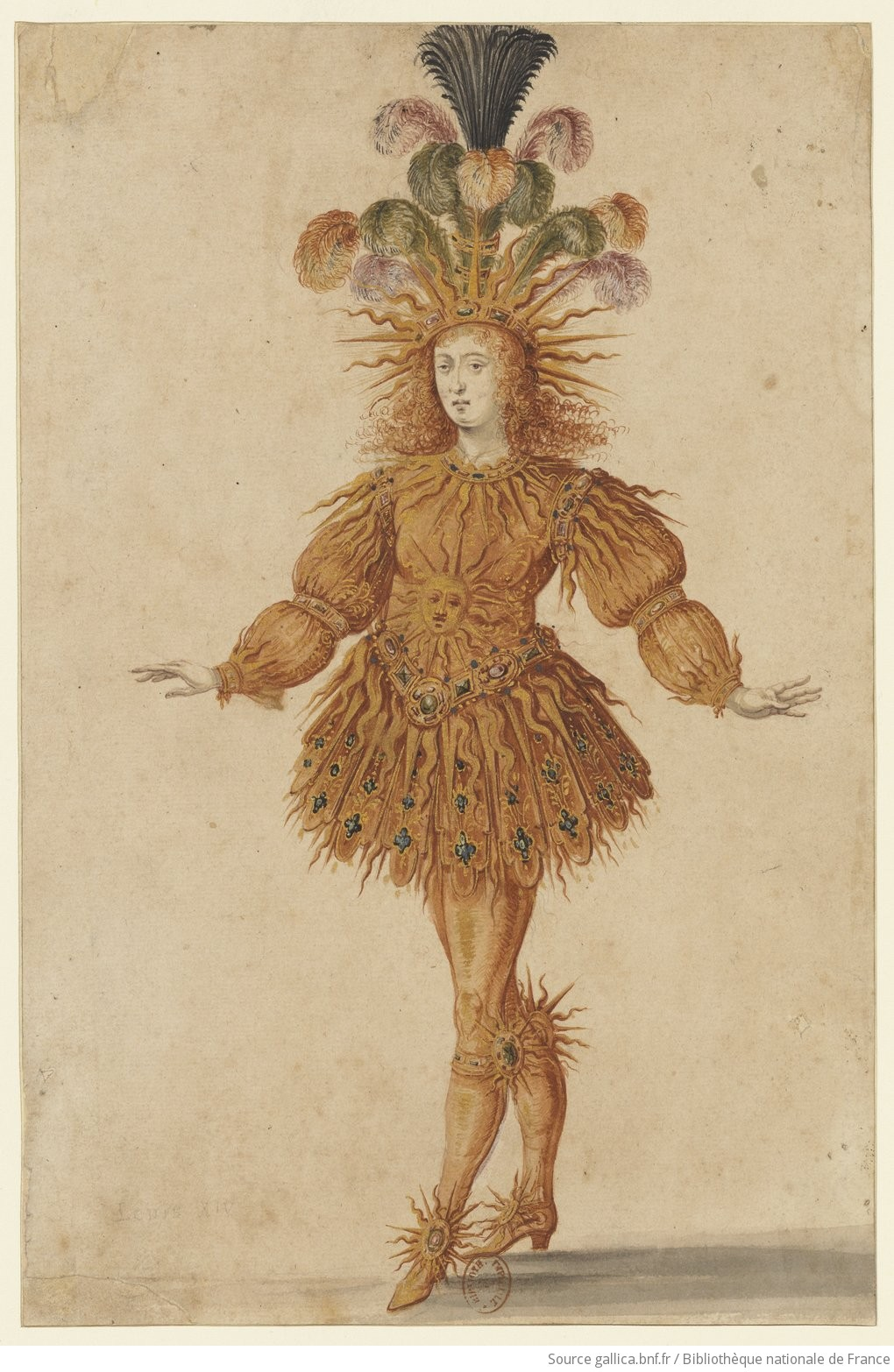
「朝日」に扮したルイ14世のコスチューム・デザイン。リュリ作曲『王の夜のバレ』（1653年）の最終アントレから

バロックダンス（英語：Baroque dance, フランス語：Danse baroque）とは、ヨーロッパのバロック時代（おおまかに1600年から1750年）のダンスのことで、バロック音楽・演劇・オペラと密接な関係を持つ。

## イングリッシュ・カントリーダンス
この時代の振付で現在まで残っているものの多くはイングリッシュ・カントリーダンス（English Country Dance）で、たとえばジョン・プレイフォードの『ダンシング・マスター』の多くの版の中にある。プレイフォードの本にはダンスのフロア・パターンだけ書かれていて、ステップの指示は書かれていない。しかし、フランスのダンス・マスター、ラウール＝オージェ・フイエやロランが書いたような、この時代の他の文献は、少なくともこの時代のステップに使われた単純な歩き方より複雑なステップが指示されている。
イングリッシュ・カントリーダンスはバロック時代を超えてよく生き残って、最終的にヨーロッパおよびその植民地、そしてあらゆる社会階級に、様々な形で広がった。（詳細はEnglish Country Danceを参照）

## フレンチ・ノーブル・スタイル

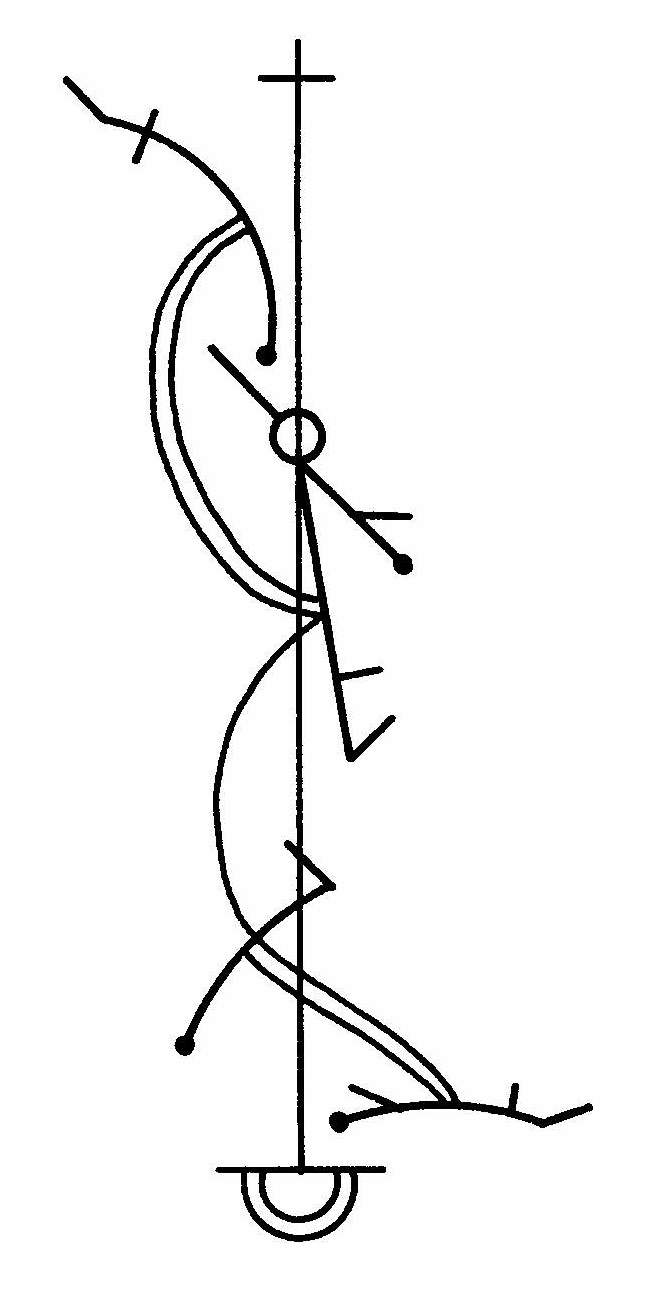
クーラントのバールのための記譜（「ボーシャン＝フイエ記譜法」）

17世紀のダンスの革新はルイ14世のフランス宮廷で起こり、そこにクラシカル・バレエ（Classical ballet）のスタイルの明らかな原型を見つけることができる。社交の場でも、宮廷バレエや一般の劇場で演じられたシアトリカルダンスでも、同じ基本テクニックが使われた。このダンスのスタイルを現代の研究家たちは一般に「フレンチ・ノーブル・スタイル（French noble style）」またはフランス語で「ベル・ダンス（belle danse）」（美しいダンス、の意）と呼んでいるが、バロック時代には他にもシアトリカルダンス、社交ダンスが存在したるにもかかわらず、くだけて「バロックダンス」として言及されることが多い。
主要な文献の中には、「ボーシャン＝フイエ記譜法」（Beauchamp-Feuillet notation）の300以上の振付の他にも、フランスのものではラウール＝オージェ・フイエやピエール・ラモー（Pierre Rameau）の入門書、イングランドのものではKellom Tomlinsonやジョン・ウィーバー（John Weaver）の入門書、ドイツのものではゴットフリート・タウベルトの入門書がある。これらから現代の研究家やダンサーはバロックダンスのスタイルを再現することができたが、まだまだ論争は絶えない。その中でもスタンダードな入門書とされるのはウェンディ・ヒルトンのものである。
フランスのダンス・タイプには以下のようなものがある。
- ブレー（Bourrée）
- カナリオまたはカナリー（Canario or Canary)
- シャコンヌ（Chaconne）
- クーラント（Courante）
- アントレ・グラーヴ（Entrée grave）
- フォルラーヌまたはフォルラーナ（Forlane or Forlana）
- ガヴォット（Gavotte）
- ジグまたはジーグ、ジーガ（Gigue or Giga）
- ルール（Loure） - スローなジグ。
- メヌエット（Minuet or Menuet）
- ミュゼット（Musette）
- パッサカリア（Passacaglia or Passacaille）
- パスピエ（Passepied）
- リゴドン（Rigaudon）
- サラバンド（Sarabande）
- タンブーラン（Tambourin）

イングランドはこれに自分たちのスタイル「ホーンパイプ」を加えている。
これらのダンスのタイプはクラシック音楽でより知られていて、とくに有名なものは、J・S・バッハの様式化された組曲であろう。しかし、バッハの組曲の中のアルマンドは同時代のフランスのダンス形式とは一致していない。

## シアトリカルダンス
フレンチ・ノーブル・スタイルは、社交の場でも、プロのダンサーたちによるオペラ＝バレや宮廷での娯楽のような劇場上演でも踊られた。しかし、18世紀のシトリカルダンスは少なくとも2つの異なるスタイルを持っていた。「コミック」あるいは「グロテスク」と、「セミ・シリアス」である。

## 他の社交ダンスのスタイル
たとえばこの時代のイタリアやスペインのダンスは、多かれ少なかれイングリッシュ・カントリーダンスかフレンチ・ノーブル・スタイルのどちらかに学んだものだった。17世紀という時代は、後期ルネサンスダンス（Renaissance dance）に近いスタイルが広まったが、時代が進むと、メヌエットのようなフランスのボールルームダンス（社交ダンス）が宮廷に広まっていった。それ以上のダンス・スタイルの進化と交配はなお研究中の分野である。

## 現代の復元
1960年代と70年代のバロック音楽リバイバルは、17世紀・18世紀のダンス・スタイルへの関心を生じさせた。「ボーシャン＝フイエ記譜法」に残されていた300以上のダンスがあったが、学問が真剣に記譜の解読とダンスの復元を始められることは20世紀中頃までなかった。
おそらく、現代のバロックダンス復元のパイオニアは、1950年代に数冊の歴史的ダンスの本を出したイギリスのMelusine Woodだろう。ウッドの研究は、教え子のBelinda Quirey、それにパブロワ・カンパニーのバレリーナで振付家のメリー・スキーピング（1902年 - 1984年）に譲られた。スキーピングは後に1960年代のロンドンの「バレエ・フォー・オール・カンパニー」のためにバロックバレエを復元したことで知られている。
歴史的ダンス研究の第2世代の指導的人物には、Quirey の教え子ウエンディ・ヒルトン（1931年 - 2002年）がいる。ヒルトンはWoodの業績をさらに自身の研究で補った。イギリス人のヒルトンは1969年にアメリカに渡り、1972年にはジュリアード音楽院の学部に参加し、1974年にはスタンフォード大学で自身のバロックダンス・ワークショップを開設し、それは25年間以上続けられた。
1964年、フランスのダンス史家フランシーヌ・ランスロ（Francine Lancelot。1929年 - 2003年）は歴史的なフランスのダンス様式に関する膨大な研究に着手した。1980年、フランス文化省大臣の提案で、ランスロはバロックダンス・カンパニー「リ・エ・ダンスリー」を設立した。1986年のジャン＝バティスト・リュリの叙情悲劇『アティス』（Atys。1686年）の画期的上演におけるランスロの振付は、国をあげてのリュリ没後300年記念の一環だった。この上演でウィリアム・クリスティとレザール・フロリサンの名も上がった。1993年頃に「リ・エ・ダンスリー」は解散したが、このカンパニー出身の振付家たちがそれぞれの仕事を続けた。ベアトリス・マサン率いる「フェット・ギャラント」、マリー・ジュヌヴィエーヴ・マッセ率いる「L'Eventail」などがその中にいる。1996年、フランシーヌ・ランスロのバロックダンスのカタログ・レゾネ（Catalogue raisonné）『La Belle Dance』が出版された。
1976年、キャサリン・トゥロシー（1952年生。ダンス史家シャーリー・ウェインの教え子）はアン・ジャコビーとともに「ニューヨーク・バロックダンス・カンパニー」を設立し、国際的なツアーを催した。トゥロシーはジャン＝フィリップ・ラモー『ボレアド』（1763年）初演の振付を行った（その作品は作曲者が生きている間上演されたことがなかった）。フランス後援の上演はラモー生誕300周年を祝うもので、指揮はジョン・エリオット・ガーディナーだった。トゥロシーはフランス政府から芸術文化勲章を授与され、さらに「New York BESSIE award for Sustained Achievement」も受賞した。